# Temporada 1959 de la NFL
La Temporada 1959 de la NFL fue la 40.ª en la historia de la NFL. La tragedia sacudio a la NFL cuando el
comisionado Bert Bell murió de un ataque al corazón el 11 de octubre en el Franklin Field de Filadelfia mientras observaba el
partido entre Philadelphia Eagles y los Pittsburgh Steelers. El tesorero de la liga, Austin Gunsel, fue nombrado comisionado
interino para el resto de la temporada.
Los Cardinals jugaron su última temporada en la ciudad del viento antes de trasladarse a St. Louis,
Misuri para la siguiente temporada.
La temporada finalizó cuando los Baltimore Colts vencieron a los New York Giants 31-16 por el juego de campeonato
de la NFL por segundo año consecutivo.

## Carrera de Conferencia
La NFL tenía seis equipos en cada conferencia. Cada equipo jugaba un partido en casa de ida y vuelta contra los otros 5 equipos de su
conferencia, y dos juegos fuera de la conferencia. Los Bears y los Cardinals, y los Redskins y los Colts, se enfrentaron entre sí en un
juego entre conferencias cada año.
Después de la segunda semana, los Giants (1-1-0) tuvieron que compartir el liderato de la Conferencia Este con los otros cinco clubes, después
los Giants de ganaron siete de los siguientes ocho juegos y se hicieron con el título en la Semana Diez. En la Conferencia del Oeste, los San
Francisco 49ers, que había estado a punto de ganarlas (1952, 1953, 1954 y 1957) en varias ocasiones desde que llegó a la NFL, estaban 6-1 y
tenía una ventaja de dos juegos sobre su rival más cercano, los Colts (4-3). En Semana Nueve, sin embargo, los 49ers perdieron en Baltimore,
45-14 (22 de noviembre) y empataron en 6-3-0. Dos semanas más tarde, San Francisco tenía la ventaja de jugar en casa cuando se enfrentaron a
los Colts en una revancha. Baltimore ganó de nuevo, 34-14, y se llevó el título de la semana siguiente.
| Semana | Oeste                   |       | Este                                       |        |
| ------ | ----------------------- | ----- | ------------------------------------------ | ------ |
| 1      | 3 equipos (Bal, GB, SF) | 1–0–0 | 3 equipos (Cards, NYG, Pit)                | 1–0–0  |
| 2      | Empate (GB and SF)      | 2–0–0 | 6 equipos (Cards, Cle, NYG, Phi, Pit, Was) | 1–1–0  |
| 3      | Green Bay Packers       | 3–0–0 | 3 equipos (NYG, Phi, Was)                  | 2–1–0  |
| 4      | 3 equipos (Bal, GB, SF) | 3–1–0 | New York Giants                            | 3–1–0  |
| 5      | Empate (Bal, SF)        | 4–1–0 | New York Giants                            | 4–1–0  |
| 6      | San Francisco 49ers     | 5–1–0 | New York Giants                            | 5–1–0  |
| 7      | San Francisco 49ers     | 6–1–0 | New York Giants                            | 6–1–0  |
| 8      | San Francisco 49ers     | 6–2–0 | Empate (Cle, NYG)                          | 6–2–0  |
| 9      | Empate (Bal, SF)        | 6–3–0 | New York Giants                            | 7–2–0  |
| 10     | Empate (Bal, SF)        | 7–3–0 | New York Giants                            | 8–2–0  |
| 11     | Baltimore Colts         | 8–3–0 | New York Giants                            | 9–2–0  |
| 12     | Baltimore Colts         | 9–3–0 | New York Giants                            | 10–2–0 |

## Temporada regular
V = Victorias, D = Derrotas, E = Empates, CTE = Cociente de victorias, PF= Puntos a favor, PC = Puntos en contra
Nota: Los juegos empatados no fueron contabilizados de manera oficial en las posiciones hasta 1972
| New York Giants     | 10 | 2  | 0 | .833 | 284 | 170 |
| Cleveland Browns    | 7  | 5  | 0 | .583 | 270 | 214 |
| Philadelphia Eagles | 7  | 5  | 0 | .583 | 268 | 278 |
| Pittsburgh Steelers | 6  | 5  | 1 | .545 | 257 | 216 |
| Washington Redskins | 3  | 9  | 0 | .250 | 185 | 350 |
| Chicago Cardinals   | 2  | 10 | 0 | .167 | 234 | 324 |

| Baltimore Colts     | 9 | 3  | 0 | .750 | 374 | 251 |
| Chicago Bears       | 8 | 4  | 0 | .667 | 252 | 196 |
| Green Bay Packers   | 7 | 5  | 0 | .583 | 248 | 246 |
| San Francisco 49ers | 7 | 5  | 0 | .583 | 255 | 237 |
| Detroit Lions       | 3 | 8  | 1 | .273 | 203 | 275 |
| Los Angeles Rams    | 2 | 10 | 0 | .167 | 242 | 315 |

## Juego de Campeonato
- Baltimore 31, N.Y. Giants 16 en el Memorial Stadium, Baltimore, Maryland el 27 de diciembre de 1959.

## Premios anuales
Al final de temporada se entregan diferentes premios reconociendo el valor del jugador durante la temporada entera.
| Premio              | Ganador        | Posición    | Equipo            |
| ------------------- | -------------- | ----------- | ----------------- |
| Jugador más valioso | Johnny Unitas  | Quarterback | Baltimore Colts   |
| Entrenador del año  | Vince Lombardi | Head Coach  | Green Bay Packers |